# Нойхаузер, Адель
Адель Нойхаузер (нем. Adele Neuhauser; род. 1959) — австрийская актриса театра и кино, член Академии австрийского кино.

## Биография
Родилась 17 января 1959 года в Афинах. В четырёхлетнем возрасте переехала со своей семьей из Греции в Австрию, жили в Вене. Когда родители развелись, осталась жить со своим греческим отцом Георгом. В возрасте десяти лет она разрезала себе вены на запястье, затем убегала из семьи, совершила ещё несколько попыток суицида.
Адель хотела стать актрисой ещё в юном возрасте. С 1976 по 1978 год она обучалась в Театральном училище Краусса. В двадцать лет переехала в Германию и начала выступать на театральной сцене в Мюнстере, Эссене, Майнце и иногда в Вене. Одновременно снималась в кино и на телевидении. В 2008 году Нойхаузер перенесла операцию на голосовых связках из-за отёка Рейнке и последующего его осложнения.

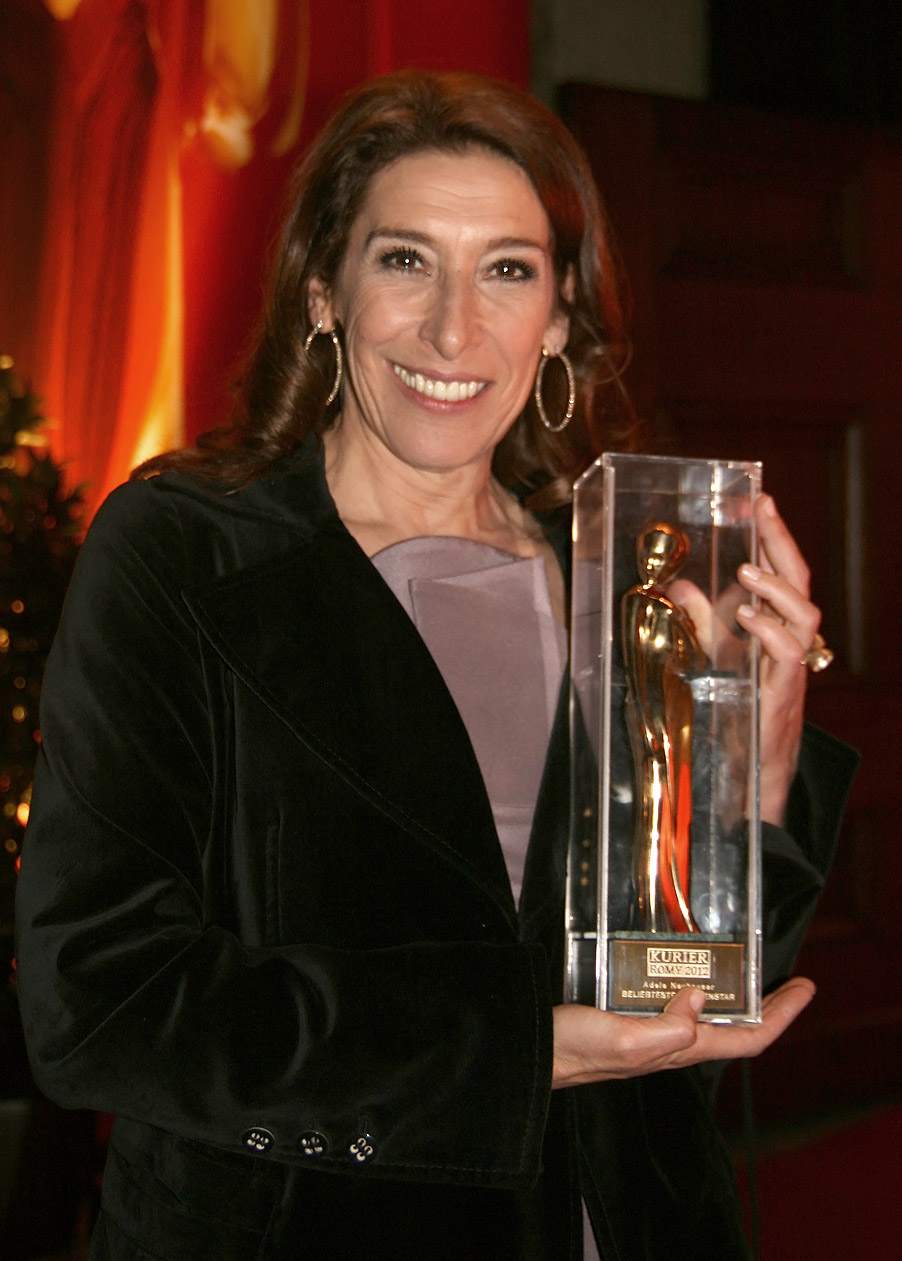
Адель Нойхаузер с премией Romy 2012

С 2011 года по настоящее время она играет в телесериале «Tatort» на австрийском канале ORF. С 2014 года также участвует в литературном-музыкальной постановке «Die letzten ihrer Art» вместе со своим сыном, гитаристом Джулианом Пайзсом.
Адель Нойхаузер также занимается общественной деятельностью: участвует в помощи детям в организации Plan International Deutschland, членом попечительского совета которой она также является. В 2016 году вместе с другими участниками «Tatort» участвовала в благотворительной юбилейной кампании ассоциации Weißer Ring.
Удостаивалась ряда премий, несколько раз получила Romy: в 2012, 2013 и 2014 годах — как самый популярный исполнитель сериала; в 2016 и 2017 годах — как самая популярная актриса.

### Личная жизнь
После расставания со своим мужем — актёром и режиссёром Полом Золтаном, Адель Нойхаузер живёт в Вене вместе со своим сыном Джулианом Пайзсом (джазовый музыкант, играет на гитаре, окончил Университет музыки и театра Граца).
Её бабушка и дедушка были художниками: дедушка создал сграффито в Доме художников в Вене, бабушка работала в Венских мастерских . Её брат Peter Marquant тоже пошёл по их стопам, став художником.

## Фильмография
- 2016: «Tatort: Die Kunst des Krieges»[7][8]
- 2009: «Цветок пустыни»
- 2009: «Телефон полиции — 110»
- 2006: «Где Фред?»
- 2003: «Школьницы»
- 2003: «Розенхаймские копы»
- 2008—2011: «Дневник доктора»